# Bachtowar Chasanow
Bachtowar Karimochonowicz Chasanow (ur. 2 marca 1988) – tadżycki zapaśnik walczący w stylu klasycznym. Zajął siódme miejsce na igrzyskach azjatyckich w 2018. Brązowy medalista mistrzostw Azji w 2017. Piąty na halowych igrzyskach azjatyckich w 2017.
Absolwent Tajik State Institute of Physical Education w Duszanbe.